# Karkom
Karkom (hebrejsky כַּרְכֹּם, nebo כרכום, doslova "Krokus", anglicky Karkom) je vesnice typu společná osada (tedy bez kolektivního hospodaření) v Izraeli, v Severním distriktu, v Oblastní radě Mevo'ot ha-Chermon.

## Geografie
Leží v nadmořské výšce 102 metrů v údolí řeky Jordán v Horní Galileji. Je situována na svazích cca 4 kilometry severně od břehů Galilejského jezera a 2 kilometry od úpatí Golanských výšin.
Vesnice se nachází cca 17 kilometrů severovýchodně od města Tiberias, cca 122 kilometrů severovýchodně od centra Tel Avivu a cca 60 kilometrů severovýchodně od centra Haify. Karkom obývají Židé, přičemž osídlení v tomto regionu je ryze židovské. Výjimkou je město Tuba-Zangarija cca 4 kilometry severním směrem, které obývají izraelští Arabové, respektive Beduíni.
Karkom je na dopravní síť napojen pomocí lokální silnice číslo 8277, která se vede k západu k dálnici číslo 90 a k jihu, k břehům Galilejského jezera.

## Dějiny
Karkom byl založen v roce 1988. Podle jiného pramene došlo k založení již roku 1985. Zakladateli byli obyvatelé okolních zemědělských mošavů.
Obec výhledově počítá s expanzí ze stávajících cca 150 na 500 rodin a měla by se stát největším sídlem v regionu. Velká část obyvatel pracuje mimo obec.
V obci funguje zařízení předškolní péče o děti. Základní škola je v komplexu Ramat Korazim poblíž vesnice Elifelet, střední školy v jiných obcí v tomto regionu. V obci je k dispozici zdravotní ordinace, společenské centrum a sportovní areály

## Demografie
Obyvatelstvo Karkom je sekulární. Podle údajů z roku 2014 tvořili naprostou většinu obyvatel v Karkom Židé (včetně statistické kategorie "ostatní", která zahrnuje nearabské obyvatele židovského původu ale bez formální příslušnosti k židovskému náboženství).
Jde o menší sídlo vesnického typu s dlouhodobě stagnující populací. K 31. prosinci 2014 zde žilo 572 lidí. Během roku 2014 populace klesla o 1,5 %.
| Rok            | 1995 | 2001 | 2003 | 2004 | 2005 | 2006 | 2007 | 2008 | 2009 | 2010 | 2011 | 2012 | 2013 | 2014 |
| -------------- | ---- | ---- | ---- | ---- | ---- | ---- | ---- | ---- | ---- | ---- | ---- | ---- | ---- | ---- |
| Počet obyvatel | 244  | 615  | 637  | 641  | 637  | 637  | 621  | 624  | 585  | 576  | 580  | 588  | 581  | 572  |